# Nkonba youngi
Nkonba youngi är en insektsart som beskrevs av Irena Dworakowska 1974. Nkonba youngi ingår i släktet Nkonba och familjen dvärgstritar. Inga underarter finns listade i Catalogue of Life.